# Vicent Duart
Vicent Duart (n. Benifayó, Valencia; 10 de octubre de 1955) es un político español, fundador del Colectivo Nacionalista de Benifayó en 1982. Encabezó la lista de la Unitat del Poble Valencià para la alcaldía de Benifayó en las elecciones locales de 1987, convirtiéndose en el primer edil nacionalista en el Ayuntamiento de Benifayó, posteriormente fue miembro de la Assemblea d'Almussafes, y uno de los fundadores del Partit Valencià Nacionalista al que representó junto a Mati Ferrà como concejal en el Ayuntamiento de Benifayó. Posteriormente se integró en el Bloque Nacionalista Valenciano.
Autor del recurso contencioso que llevó a la sentencia de Benifayó, que impidió que los ayuntamientos utilicen la normativa de la Real Academia de Cultura Valenciana.
Durante el periodo 1999-2003 fue el responsable de Urbanismo del Ayuntamiento de Benifayó, siendo alcaldesa Mati Ferrà, ambos del BLOC.
En el año 2005, fue uno de los firmantes de la moción de censura al alcalde del PSOE Jesús Tortosa.
En la actualidad es el portavoz en Benifayó del Bloque Nacionalista Valenciano tras las elecciones de 2007.